# Quercus stellata
Quercus stellata és una espècie de roure que pertany a la família de les fagàcies i està dins de la secció dels roures blancs, del gènere Quercus.

## Distribució
És una espècie nativa de l'est dels Estats Units, des de Massachusetts al nord-est, i passant per l'oest i sud d'Iowa, el sud-oest i el centre de Texas, fins al sud-est i nord de Florida. És un dels roures més comuns de la regió meridional de les praderies de l'est nord-americà.

## Morfologia

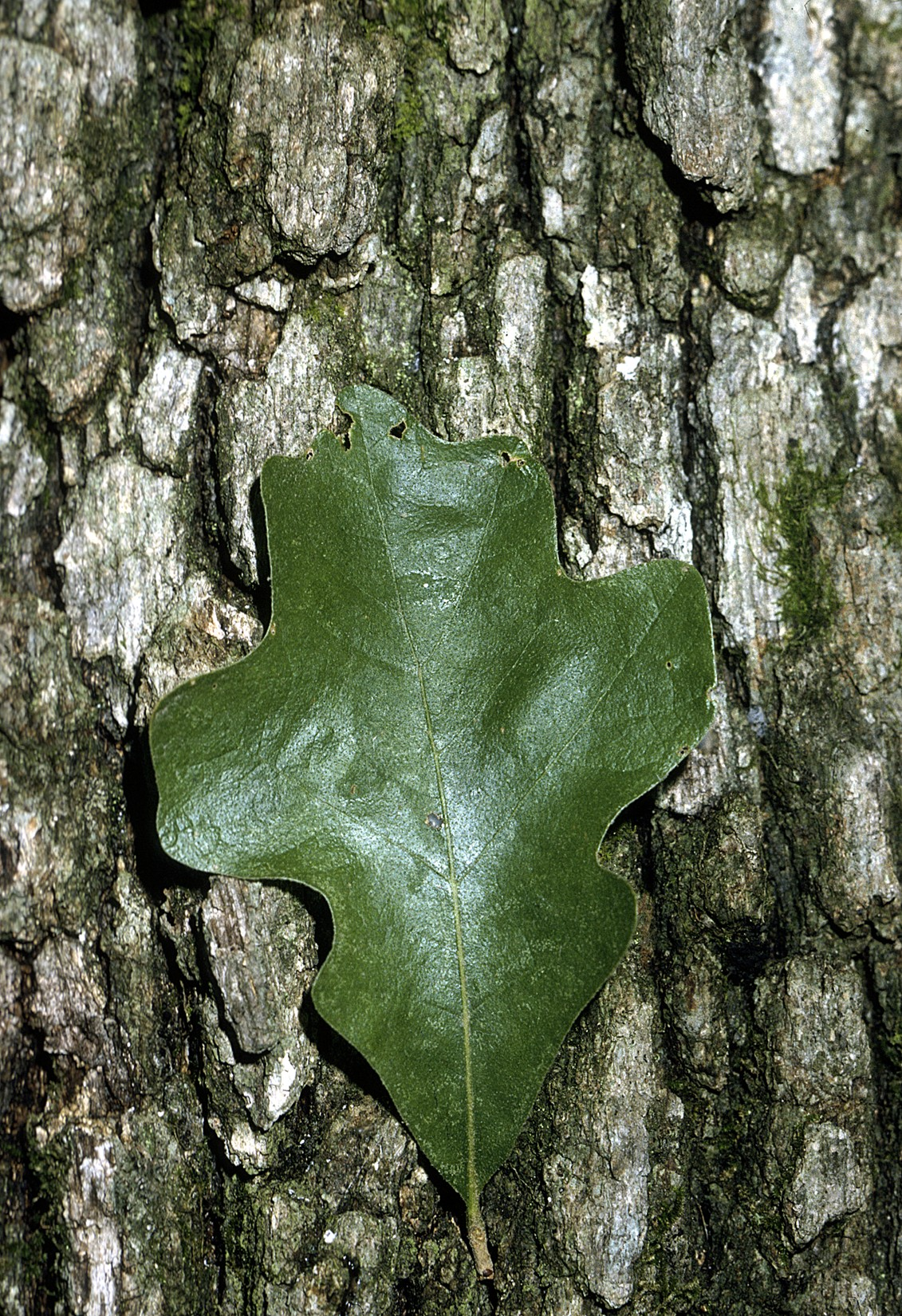
Quercus stellata

És un petit arbre, que fa entre 10 a 15 m d'alt i el tronc fa entre 30 a 60 cm de diàmetre, encara que ocasionalment poden trobar-se exemplars de 30 m d'alt i 1,4 m de diàmetre. Les fulles d'aquesta espècie tenen una forma molt distintiva, amb tres lòbuls perpendiculars terminals, molt semblants a una Creu de Malta. Les fulles són estireganyosos per l'anvers i tomentoses, cobertes de petits borrissols densos, pel revers.  Les glans fan entre 1,5 i 2 cm de llarg i maduren a començaments de l'estiu.
Aquest arbre tendeix a ser més petit que la majoria dels membres del seu gènere, amb branques més baixes i disperses, que reflecteixen la seva tendència a créixer en llocs oberts de terres pobres. Així, la seva fusta es considera de valor relativament baix i s'usa com a llenya. Tanmateix, com en els altres roures blancs, la seva fusta és dura, densa i resistent a la podridura i per això també serveix per fer pals per a tanques; d'allà prové el seu nom vulgar.

## Sinonímia
- Quercus alba var. minor Marshall, Arbust. Amer.: 120 (1785)
- Quercus villosa Walter, Fl. Carol.: 235 (1788).
- Quercus lobulata Sol. ex Sm. in C.abbot, Insects Georgia 1: 93 (1797)
- Quercus obtusiloba Michx., Hist. Chênes Amér.: 1 (1801)
- Quercus fusca Raf., Alsogr. Amer.: 19 (1838)
- Quercus gonoloba Raf., Alsogr. Amer.: 25 (1838)
- Quercus heteroloba Raf., Alsogr. Amer.: 25 (1838)
- Quercus floridana Shuttlew. exA.dc. in A.p.de Candolle, Prodr. 16(2): 22 (1864)
- Quercus minor (Marshall) Sarg., Gard. & Forest 2: 471 (1889).[1]